# Николай, принц Румынии
Николай, принц Румынии (рум. Nicolae de România, 5 (18) августа 1903 года, замок Пелеш, Румыния — 19 июня 1978 года, Мадрид, Испания) — второй сын короля Румынии Фердинанда I и его супруги Марии Эдинбургской, принц-регент при несовершеннолетнем племяннике Михае.

## Биография
Николай был младшим братом Кароля, наследника румынского престола. Однако после отстранения последнего от наследования в 1925 году наследником стал его сын Михай. В 1927 году умер Фердинанд I, и ввиду малолетства Михая при нём был сформирован регентский совет, в который вошли, помимо Николая, государственный деятель Георге Буздуган и Патриарх Румынский Мирон. Николай считался главой регентского совета и предполагаемым наследником престола. Он продолжал политику своего отца по сотрудничеству с Национальной либеральной партией.
В июле 1930 года Кароль вновь заявил свои права на престол, сместив собственного сына. Николай, тяготившийся ролью главного государственного деятеля, сперва с радостью передал престол старшему брату, положив конец регентству. В 1931 году Николай женился на Иоанне Димитреску-Долетти. Под предлогом того, что на брак члена королевской семьи не было испрошено согласия короля, Николай был лишен своих королевских титулов и вынужден был уехать из Румынии. Сначала он перебрался в Испанию, затем осел в Швейцарии.  
Принц Николай был горячим поклонником автомобилей. В 1933 и 1935 годах он принимал участие в гонке 24 часа Ле-Мана на собственном автомобиле марки Duesenberg.
В 1967 году, после смерти супруги, Николай женился второй раз на Терезе Лисбоа Фегейра де Мелло. Детей у принца Николая не было ни в одном из браков.
Умер Николай Румынский 19 июня 1978 года в Мадриде. Похоронен в пригороде Лозанны Прилли.

## Титулы и награды
После 1937 года он носил имя Николае Брана. По рождению имея фамилию Гогенцоллерн, с 1942 года по присвоению Михая I именовался Его Королевское Высочество Принц Гогенцоллерн.
- рыцарь румынского ордена Фердинанда I
- Кавалер Большого креста ордена Почётного легиона
- Кавалер Большого креста ордена Леопольда I
- Бальи — Кавалер Большого Креста Чести и Преданности Мальтийского ордена
- Кавалер Большого креста ордена Белого льва
- Кавалер ордена Звезды Карагеоргия
- Кавалер ордена Белого орла